# Radio (film)
Radio är en amerikansk drama från 2003, baserad på en Sports Illustrated-artikel från 1996. Filmen är regisserad av Michael Tollin. I huvudrollen ser vi Cuba Gooding Jr. som Radio. Andra skådespelare som Ed Harris, Alfre Woodard, S. Epatha Merkerson och Debra Winger medverkar även i filmen. Filmen hade premiär i Sverige den 7 maj 2004.

## Handling
Året är 1976. Fotbollscoachen Harold Jones (Ed Harris) i en skola blir vänner med Radio (Cuba Gooding Jr.), en man som är blyg och handikappad. Han säger att hans riktiga namn är James Robert Kennedy, som talar sällan. Efter några månader i skolan blir Radio populär, älskad och blir en symbol för befolkningen. 

## Rollista
- Cuba Gooding Jr. - James "Radio" Robert Kennedy
- Ed Harris - Coach Harold Jones
- Alfre Woodard - Rektor Daniels
- S. Epatha Merkerson - Maggie
- Brent Sexton - Honeycutt
- Chris Mulkey - Frank
- Sarah Drew - Mary Helen
- Riley Smith - Johnny
- Patrick Breen - Tucker
- Debra Winger - Linda

## Kritiskt mottagande
Filmen fick mest negativa recensioner. På Rotten Tomatoes röstade 33% av kritiker positiv, baserat på 112 recensioner. I Metacritic har filmen fått 38 av 10, baserat på 32 recensioner.

## Intäkter
Filmen spelade in totalt $52 277 485 miljoner världen runt. 